# Michał Przywara (prawnik)
Michał Przywara (ur. 10 lutego 1886, zm. ?) – doktor praw, pułkownik audytor Wojska Polskiego.

## Życiorys
Ukończył studia prawnicze. W czasie I wojny światowej walczył w szeregach cesarskiej i królewskiej Armii. Na stopień porucznika został mianowany ze starszeństwem z 1 lutego 1916 roku w korpusie oficerów rezerwy artylerii fortecznej. W 1918 roku jego oddziałem macierzystym był Pułk Artylerii Fortecznej Nr 2.
Po odzyskaniu przez Polskę niepodległości został przyjęty do Wojska Polskiego. 26 marca 1921 roku został zatwierdzony z dniem 1 kwietnia 1920 roku w stopniu majora Korpusu Sądowego, w grupie oficerów byłej armii gen. Hallera.
1 czerwca 1921 roku pełnił służbę w Sądzie Załogi Toruń, a jego oddziałem macierzystym był wówczas Oddział VI Sztabu Ministerstwa Spraw Wojskowych. 3 maja 1922 roku został zweryfikowany w stopniu majora ze starszeństwem z dniem 1 czerwca 1919 roku i 8. lokatą w korpusie oficerów sądowych. W latach 1923–1926 był kierownikiem Wojskowego Sądu Rejonowego Toruń. 3 maja 1926 roku został mianowany podpułkownikiem ze starszeństwem z dniem 1 lipca 1925 roku i 1. lokatą w korpusie oficerów sądowych. 22 listopada 1926 roku Prezydent RP mianował go podprokuratorem przy wojskowych sądach okręgowych, a minister spraw wojskowych przeniósł z dniem 1 grudnia tego roku do Prokuratury przy Wojskowym Sądzie Okręgowym Nr VIII w Grudziądzu na stanowisko podprokuratora. 16 grudnia 1929 roku został przeniesiony do Prokuratury przy Wojskowym Sądzie Okręgowym Nr V w Krakowie na stanowisko prokuratora. 2 grudnia 1930 roku Prezydent Rzeczypospolitej Ignacy Mościcki nadał mu stopień pułkownika ze starszeństwem z dniem 1 stycznia 1931 roku i 3. lokatą w korpusie oficerów sądowych. Jednocześnie zezwolił mu na nałożenie oznak nowego stopnia przed 1 stycznia 1931 roku. 7 stycznia 1931 roku Prezydent RP mianował go sędzią Najwyższego Sądu Wojskowego, a minister spraw wojskowych przeniósł z Prokuratury przy Wojskowym Sądzie Okręgowym Nr V w Krakowie do Najwyższego Sądu Wojskowego w Warszawie na stanowisko sędziego.

## Ordery i odznaczenia
- Złoty Krzyż Zasługi (16 marca 1928)[16]
- Srebrny Medal Zasługi Wojskowej Signum Laudis z mieczami na wstążce Krzyża Zasługi Wojskowej (Austro-Węgry)[17]
- Brązowy Medal Zasługi Wojskowej Signum Laudis z mieczami na wstążce Krzyża Zasługi Wojskowej (Austro-Węgry)[17]
- Krzyż Wojskowy Karola (Austro-Węgry)[17]